# Лінійка Scania PRT
Лінійка Scania PRT (також відома як лінійка Scania LPGRS або Scania PGRT), також відома як лінійка нових вантажівок або лінійка вантажівок Scania, — це поточна лінійка вантажівок, що випускаються шведським виробником комерційних автомобілів Scania. Вперше він був представлений як наступник 4-ї серії навесні 2004 року з високою передньою кабіною керування Scania R-серії, за якою пішли низька передня кабіна керування Scania P-серії та капотна кабіна Scania T-серії пізніше того ж року. Капотну модель було знято з виробництва в 2005 році. У 2007 році була представлена Scania G-серія, середня передня кабіна керування, яка була похідною від R-серії. Весь асортимент є модульним, що забезпечує широкий вибір різних конфігурацій для різних типів вантажівок. Вантажівки доступні з двигунами від 9-літрового I5 до 16-літрового V8, причому V8 доступний лише у вищій моделі. Друге покоління було запущено в серпні 2016 року. Першою була Scania S-серії, яка була першою моделлю з плоскою підлогою. У грудні 2017 року також була випущена бюджетна версія другого покоління Scania L-серії.